# 2002 в Україні
2002 в Україні — це список головних подій, що відбулись у 2002 році в Україні. Також подано перелік відомих осіб, що померли в 2002 році.

## Події

### Січень
–

### Березень
- 31 березня — чергові вибори до Верховної Ради. Половину депутатів Ради IV скликання обирали на пропорційній основі в загальнодержавному окрузі, іншу половину — в одномандатних округах.

### Червень
- 11 червня — донецький футбольний клуб «Шахтар» вперше у своїй історії став чемпіоном України перемігши в Ужгороді місцеве «Закарпаття» з рахунком 1:0, тим самим, перервав 9 річне домінування київського «Динамо»[1].

### Липень
- 27 липня — під час авіашоу на Скнилівському аеродромі поблизу Львова унаслідок падіння винищувача Су-27УБ у натовп глядачів загинуло 77 осіб (серед них 28 дітей) та постраждало ще 250. За кількістю загиблих, Скнилівська трагедія була названою найбільшою катастрофою в історії авіаційних шоу[2].

### Листопад
- 16 листопада — Президента України Леоніда Кучму та офіційну делегацію країни запросили взяти участь у Празькому саміті НАТО, що пройшов 21-22 листопада 2002 року у столиці Чехії Празі[3].

## Нагороджено, відзначено

### Шевченківська премія
- Література — Римарук Ігор Миколайович
- Образотворче (візуальне) мистецтво — Бокотей Андрій Андрійович
- Концертно-виконавська діяльність — Майборода Роман Георгійович
- Журналістика і публіцистика — Білокінь Сергій Іванович
- Кіномистецтво — Микульський Аркадій Миколайович та Череватенко Леонід Васильович[4]

### Премія імені А. Ф. Шекери
- Філіп'єва Олена Валеріївна — прима-балерина Національної опери України ім. Т. Шевченка, Народна артистка України.

### Премія імені Василя Стуса
- Мастєрова Валентина Миколаївна — українська журналістка та письменниця, з 1993 року член Національної спілки письменників України.
- Перепадя Анатоль Олексійович — український перекладач із романських мов[5].

## Особи

### Призначено, звільнено
- 28 травня — головою Верховної Ради України обрано Володимира Литвина.

### Народились
- 9 січня — Іващенко Еліна Олександрівна, українська співачка, радіоведуча, переможниця вокального талант-шоу «Голос. Діти» (2016), вокального шоу «X-Фактор» (2019), переможниця «Чорноморські ігри 2018», лауреат І премії фестивалю «Слов'янський базар 2020».

- 4 травня — Петрик Анастасія Ігорівна, українська співачка, переможниця міжнародних дитячих конкурсів «Дитяче Євробачення 2012» і «Дитяча Нова хвиля 2010».
- 1 вересня — Забарний Ілля Борисович, український футболіст, центральний захисник київського «Динамо».

### Померли
- 12 квітня — Шевельов Юрій Володимирович, 93, українсько-американський славіст-мовознавець німецького походження; історик української літератури, літературний і театральний критик, професор Гарвардського, Колумбійського університетів. Іноземний член НАН України, доктор філософії. Президент УВАН в окремих роках.
- 13 травня — Лобановський Валерій Васильович, 63, український футболіст і тренер. Майстер спорту СРСР, Герой України.
- 12 грудня — Амосов Микола Михайлович, 88, український лікар, учений в галузі медицини та біокібернетики, академік Національної академії наук України та Академії медичних наук України.

## Засновані, створені
- UA-Футбол — український спортивний портал присвячений футболу та футзалу.
- Асоціація пляжного футболу України
- Генеральне консульство Республіки Польща в Одесі
- UA: Культура — загальноукраїнський суспільний телевізійний канал про культуру.
- Volia —  група телекомунікаційних компаній.
- FILM.UA Group — найбільша у Східній Європі вертикально інтегрована група компаній у сфері кіно- і телепродакшна.
- Мережа магазинів EVA — одна з найбільших торгових мереж України, що займається офлайн та онлайн-торгівлею товарами краси та здоров'я.

### Військові формування
- 10-й мобільний прикордонний загін «Дозор»
- 51-ша окрема механізована бригада (Україна)
- Військова служба правопорядку України
- Міжнародний інженерний батальйон «Тиса»
- Північне регіональне управління ДПС (Україна)

### Підприємства
- Бурісма Холдингс
- Бориспільський автобусний завод
- ДТЕК
- Лисичанський нафтопереробний завод

### Споруди
- Монастир святого Івана Хрестителя (Зарваниця)
- Церква на честь Різдва Божої Матері (Петропавлівська Борщагівка)
- Церква Покрови Пресвятої Богородиці (Сапова)
- Церква Різдва Пресвятої Богородиці (Волочиськ)
- Церква святих верховних апостолів Петра і Павла (Залужжя)
- Церква святого Миколая (Тернопіль)
- Церква святого преподобного Іова Почаївського (Тернопіль)
- Церква святого священномученика Йосафата (Тернопіль)

## Зникли, скасовані
- АвтоЗАЗ — українська компанія з виробництва автомобілів, яка існувала з 1975 року.